# Kaique Pereira Azarias
Kaique Pereira Azarias (San Paolo, 16 aprile 2003) è un calciatore brasiliano, portiere del Nacional in prestito dal Palmeiras.

## Carriera

### Club
Cresciuto nel settore giovanile del Palmeiras, nel luglio del 2023 è stato promosso in prima squadra nelle vesti di terso portiere in seguito alla cessione di Vinícius Silvestre, ma non è riuscito a fare il suo esordio. Il 14 giugno 2024 è stato ceduto in prestito alla Farense ed il 23 novembre ha debuttato nell'incontro di Coppa di Portogallo vinto 2-1 contro l'Arouca.

### Nazionale
Nel dicembre del 2022 è stato incluso nella rosa brasiliana per il campionato sudamericano Under-20 del 2023, tenutosi in Colombia ed il 23 febbraio si è laureato campione grazie alla vittoria per 2-0 sull'Uruguay. Nel giugno del 2023 ha preso parte anche al campionato mondiale tenutosi in Argentina.

## Statistiche
Statistiche aggiornate al 6 ottobre 2024.

### Presenze e reti nei club
| Stagione        | Squadra         | Campionato      | Campionato | Campionato | Coppe nazionali | Coppe nazionali | Coppe nazionali | Coppe continentali | Coppe continentali | Coppe continentali | Altre coppe | Altre coppe | Altre coppe | Totale | Totale | Totale |
| Stagione        | Squadra         | Comp            | Pres       | Reti       | Comp            | Pres            | Reti            | Comp               | Pres               | Reti               | Comp        | Pres        | Reti        | Pres   | Reti   |        |
| --------------- | --------------- | --------------- | ---------- | ---------- | --------------- | --------------- | --------------- | ------------------ | ------------------ | ------------------ | ----------- | ----------- | ----------- | ------ | ------ | ------ |
| 2024-2025       | Farense         | PL              | 4          | -2         | CP+CdL          | 1+0             | -1,0            | -                  | -                  | -                  | -           | -           | -           | 5      | -3     |        |
| Totale carriera | Totale carriera | Totale carriera | 4          | -2         |                 | 1               | -1              |                    | -                  | -                  |             | -           | -           | 5      | -3     |        |

## Palmarès

### Nazionale
- Campionato sudamericano Under-20: 1

Colombia 2023